# 泰晤士河谷警察局
泰晤士河谷警察局（Thames Valley Police）是英国泰晤士河谷地区的警察部队，管辖東南英格蘭的伯克郡、白金汉郡和牛津郡。它是英格兰和威尔士最大的非都市区警察部队，辖区面积2,218平方英里（5,740平方），人口242万。

## 历史
泰晤士河谷的现代治安可以追溯到1835年，当时纽伯里自治市警察局（Newbury Borough Police）等警局在《1835年市政公司法案》（Municipal Corporations Act 1835）下大量建立。这些警察局先后并入1857年、1857年、1856年、1836年和1868年成立的白金汉郡警察局、牛津郡警察局、伯克郡警察局、雷丁自治市警察局和牛津市警察局等。1968年4月1日，这五个警局据《1964年警察法案》（Police Act 1964）合并成泰晤士河谷警察局。